# Norvegia ai VII Giochi olimpici invernali
La Norvegia partecipò ai VII Giochi olimpici invernali, svoltisi a Cortina d'Ampezzo, Italia, dal 26 gennaio al 5 febbraio 1956, con una delegazione di 45 atleti impegnati in sei discipline.

## Medagliere

### Per discipline
| Sport                   | Oro | Argento | Bronzo | Totale |
| ----------------------- | --- | ------- | ------ | ------ |
| Combinata nordica       | 1   | 0       | 0      | 1      |
| Sci di fondo            | 1   | 0       | 0      | 1      |
| Pattinaggio di velocità | 0   | 1       | 1      | 2      |
| Totale                  | 2   | 1       | 1      | 4      |

### Medaglie
| Medaglia | Atleta           | Sport                   | Evento           |
| -------- | ---------------- | ----------------------- | ---------------- |
| Oro      | Sverre Stenersen | Combinata nordica       |                  |
| Oro      | Hallgeir Brenden | Sci di fondo            | 15 km maschile   |
| Argento  | Knut Johannesen  | Pattinaggio di velocità | 10000 m maschile |
| Bronzo   | Alv Gjestvang    | Pattinaggio di velocità | 500 m maschile   |